# حريق شقة برونكس 2022
حريق شقة برونكس 2022 في صباح يوم 9 يناير 2022 اندلع حريق كبير في مبنى سكني في حي فوردهام في برونكس في نيويورك. قُتل ما لا يقل عن 19 شخصًا من بينهم 9 أطفال، وأصيب ما لا يقل عن 60 شخصًا آخر من بينهم 32 أصيبوا بجروح خطيرة ومهددة للحياة. الحريق هو ثالث أخطر حريق سكني في الولايات المتحدة منذ عام 1978، ولم يتجاوزه سوى حريق 1979 في نيوجيرسي الذي أدى إلى مقتل 21 شخصًا، وحريق عام 1982 في كاليفورنيا الذي أسفر عن مقتل 24 شخصًا.

## المبنى
يضم المبنى السكني المكون من 19 طابقًا 120 وحدة سكنية. يقع على شارع 333 أول الشرق 181 بالقرب من أفينيو تيبوت، وقد تم بناؤه عام 1972.

## الحريق
قبل الساعة 11:00 صباحًا بتوقيت شرق الولايات المتحدة، اندلع حريق في شقة دوبلكس في الطابق الثالث من المبنى. لا يزال سبب الحريق قيد التحقيق. قال مفوض الإطفاء دانييل أ. نيجرو إن باب الشقة المزدوجة قد ترك مفتوحًا، مما أدى إلى إشعال النيران والسماح للدخان الكثيف بالانتشار في جميع أنحاء المبنى.
بدأ رجال الإطفاء وخدمات الطوارئ في الاستجابة في غضون ثلاث دقائق. كان التحدي الرئيسي الذي يواجههم هو الكمية الاستثنائية من الدخان التي امتدت إلى ارتفاع المبنى بالكامل. قدم للمبنى نحو 200 من رجال الإطفاء. أدت الظروف الجوية إلى تعقيد الوضع وصرح مسؤولو إدارة الإطفاء في مدينة نيويورك أن إطفاء الحريق استغرق أكثر من ساعة.
وجد المسعفون ضحايا يعانون من استنشاق الدخان الشديد في كل طابق من المبنى، وبعضهم يعاني من توقف القلب أو الجهاز التنفسي.